# Código ATC N
Secção da lista de códigos ATC.

## N: Sistema nervoso
| N01 | Anestésicos                                         |
|     | N01A Anestésicos gerais                             |
|     | N01B Anestésicos locais                             |
| N02 | Analgésicos                                         |
|     | N02A Opiáceos                                       |
|     | N02B Outros analgésicos e antipiréticos             |
|     | N02C Preparações antienxaqueca                      |
| N03 | Antiepilépticos                                     |
|     | N03A Antiepilépticos                                |
| N04 | Antiparkinsonianos                                  |
|     | N04A Agentes anticolinérgicos                       |
|     | N04B Agentes dopaminérgicos                         |
| N05 | Psicolépticos                                       |
|     | N05A Antipsicóticos                                 |
|     | N05B Ansiolíticos                                   |
|     | N05C Hipnóticos e sedativos                         |
| N06 | Psicoanalépticos                                    |
|     | N06A Antidepressivos                                |
|     | N06B Psicoestimulantes                              |
|     | N06C Psicolépticos e psicoanalépticos em associação |
|     | N06D Drogas anti-demência                           |
| N07 | Outros medicamentos do sistema nervoso              |
|     | N07A Parasimpaticomiméticos                         |
|     | N07B Agentes antitabágicos                          |
|     | N07C Preparações antivertiginosas                   |
|     | N07X Outros medicamentos do sistema nervoso         |